# Marco Maddaloni
Marco Maddaloni (Napoli, 7 dicembre 1984) è un judoka e personaggio televisivo italiano con cittadinanza albanese, quest'ultima acquisita per meriti sportivi.

## Biografia
Terzo e ultimogenito di Giovanni Maddaloni e Caterina Iuliano. Suo padre Giovanni era un tecnico e gestiva il locale Judo Club Star Napoli; anche i suoi fratelli Pino (oro olimpico), Laura (plurimedagliata e plurioro italiano e moglie del pugile olimpionico plurimedagliato Clemente Russo) e Serena sono dei judoka.
Nel 2001, a 17 anni, divenne campione italiano assoluto nella categoria under-73 kg. L'anno seguente divenne vice campione europeo junior e nel 2004 e nel 2005 vinse due campionati europei Under 23. Oltre al judo, Maddaloni fa parte del Centro Sportivo Carabinieri dal 2003 al 2004. Dal 2005 al 2009 ha fatto parte del gruppo sportivo Fiamme Oro della Polizia di Stato, mentre dal 2010 al 2019 ha fatto parte del gruppo sportivo Fiamme Azzurre della Polizia Penitenziaria.

### Carriera sportiva
Questi i risultati di Marco Maddaloni: sette volte campione italiano di judo per età (di cui 3 volte campione italiano); campione assoluto di judo d'Italia, vice-campione europeo junior judo, campione europeo di judo under 23, campione europeo di judo under 23, campione assoluto di judo d'Italia, 5º posto nella Championships europea, 3º posto in Coppa del Mondo, 3º posto nella Coppa del mondo.

#### Medaglie
| Titoli                         | Ori | Argenti | Bronzi |
| ------------------------------ | --- | ------- | ------ |
| World cups/Continental Open    | 4   | 0       | 3      |
| Campionati continentali U23    | 0   | 0       | 2      |
| Campionati continentali JUNIOR | 0   | 1       | 0      |
| Coppa europea SENIOR           | 3   | 0       | 1      |
| Coppa europea JUNIOR           | 0   | 0       | 1      |
| Tornei internazionali          | 2   | 3       | 6      |
| Campionati nazionali SENIOR    | 2   | 2       | 4      |
| Campionati nazionali JUNIOR    | 2   | 0       | 2      |

### Carriera televisiva
Nel 2013 sostituisce Alessandra Sensini nella seconda edizione di Pechino Express, andando a formare, in coppia con Massimiliano Rosolino, la coppia de Gli Sportivi, risultata poi vincitrice.
Dal 2015 al 2017 è stato tutor a Detto fatto, condotto da Caterina Balivo, su Rai 2.
Il 1º aprile 2019 vince con il 61% delle preferenze la quattordicesima edizione de L'isola dei famosi, condotta da Alessia Marcuzzi su Canale 5, battendo in finale Marina La Rosa.
Ritorna nella quindicesima edizione de L'isola dei famosi condotto da Ilary Blasi come salvavita dei due naufraghi presenti su Parasite Island (Isola dei parassiti). 
Nel 2023 partecipa alla diciassettesima edizione del Grande Fratello, condotto da Alfonso Signorini, dove si ritira in seguito alla scomparsa del suocero.

## Programmi televisivi
- Pechino Express 2 (Rai 2, 2013) - vincitore
- Detto fatto (Rai 2, 2015-2017) - tutor
- L'isola dei famosi 14 (Canale 5, 2019) - vincitore
- L'isola dei famosi 15 (Canale 5, 2021) - guest star
- Alessandro Borghese - Celebrity Chef (TV8, 2022) - concorrente
- Grande Fratello 17 (Canale 5, 2023-2024) - concorrente